# シーサワーンウォン
シーサワーンウォン（ラーオ語: ເຈົ້າມະຫາຊີວິດສີສະຫວ່າງວົງ、ラテン文字転写: Sisavang Vong、1885年6月14日 - 1959年10月29日）は、最後のルアンパバーン国王、初代ラオス国王。

## 生涯
1904年、フランス領インドシナを構成するフランスの保護国であったルアンパバーン王国の国王に即位。
太平洋戦争末期の1945年3月9日日本軍が明号作戦を発動し、インドシナに駐留するフランス軍を攻撃、駆逐した。当時のラオスは交通不便な山地であったため、日本領事渡辺耐三がラオス王宮にたどり着いたのは3月20日頃、同領事は、国王にフランス軍を駆逐したことを伝えたが、シーサワーンウォンは当初はこれを信じなかった。しかし、4月7日に日本軍部隊の姿を見るに到って、漸く領事の言を信じ、翌8日にラオス王国の「独立宣言」を発した。日本の敗戦後に独立を撤回。
その後、1949年に再びラオス王国を建国し、立憲君主としてその初代国王となった。
1959年に崩御。子のサワーンワッタナーが国王となった。